# پانته‌آ پناهی‌ها
پانته‌آ پناهی‌ها (زادهٔ ۹ آذر ۱۳۵۶) بازیگر و منشی صحنه اهل ایران است.

## فیلم‌شناسی

### سینما
| سال  | عنوان                  | کارگردان           |
| ---- | ---------------------- | ------------------ |
| ۱۴۰۳ | ماریا                  | مهدی اصغری ازغدی   |
| ۱۴۰۲ | عینک قرمز              | حسین مهکام         |
| ۱۴۰۲ | آریاشهر دو نفر         | حمید بهرامیان      |
| ۱۴۰۱ | وزن بودن               | محمد اسدنیا        |
| ۱۴۰۱ | بعد از رفتن            | رضا نجاتی          |
| ۱۴۰۱ | کت چرمی                | حسین میرزامحمدی    |
| ۱۴۰۰ | غریزه                  | سیاوش اسعدی        |
| ۱۴۰۰ | ۱۹                     | منیژه حکمت         |
| ۱۳۹۹ | دسته دختران            | منیر قیدی          |
| ۱۳۹۹ | جاده خاکی              | پناه پناهی         |
| ۱۳۹۸ | جوجه تیغی              | مستانه مهاجر       |
| ۱۳۹۸ | خروج                   | ابراهیم حاتمی‌کیا   |
| ۱۳۹۷ | جمشیدیه                | یلدا جبلی          |
| ۱۳۹۷ | ناگهان درخت            | صفی یزدانیان       |
| ۱۳۹۶ | جشن دلتنگی             | پوریا آذربایجانی   |
| ۱۳۹۶ | درخونگاه               | سیاوش اسعدی        |
| ۱۳۹۵ | حکایت دریا             | بهمن فرمان‌آرا      |
| ۱۳۹۴ | آااادت نمی‌کنیم         | ابراهیم ابراهیمیان |
| ۱۳۹۴ | آبجی                   | مرجان اشرفی‌زاده    |
| ۱۳۹۴ | اروند                  | پوریا آذربایجانی   |
| ۱۳۹۴ | در سکوت                | ژرژ هاشم‌زاده       |
| ۱۳۹۴ | دوئت                   | نوید دانش          |
| ۱۳۹۴ | لاک قرمز               | سید جمال سیدحاتمی  |
| ۱۳۹۴ | نفس                    | نرگس آبیار         |
| ۱۳۹۳ | بوفالو                 | کاوه سجادی حسینی   |
| ۱۳۹۳ | من دیه‌گو مارادونا هستم | بهرام توکلی        |
| ۱۳۹۲ | جینگو                  | تورج اصلانی        |
| ۱۳۹۲ | خانوم                  | تینا پاکروان       |
| ۱۳۹۱ | گس                     | کیارش اسدی‌زاده     |
| ۱۳۸۲ | مواجهه                 | سعید ابراهیمی‌فر    |
| ۱۳۸۲ | آن مرد را نکشید        | محمد اربابیان      |

### تلویزیون
| سال  | عنوان       | نقش | کارگردان          | یادداشت       |
| ---- | ----------- | --- | ----------------- | ------------- |
| ۱۳۹۷ | بانوی عمارت |     | عزیزالله حمیدنژاد | پخش از شبکه ۳ |

### نمایش خانگی
| سال  | عنوان          | نقش      | کارگردان       | یادداشت              |
| ---- | -------------- | -------- | -------------- | -------------------- |
| ۱۴۰۳ | تاسیان         | هما نجات | تینا پاکروان   |                      |
| ۱۴۰۲ | مرداب          |          | برزو نیک‌نژاد   |                      |
| ۱۴۰۱ | مترجم          |          | بهرام توکلی    |                      |
| ۱۴۰۰ | دختران کوچه غم |          | علی جعفرآبادی  |                      |
| ۱۴۰۰ | خاتون          |          | تینا پاکروان   | همچنین انتخاب بازیگر |
| ۱۳۹۸ | کرگدن          |          | کیارش اسدی‌زاده |                      |
| ۱۳۹۶ | شهرزاد ۲       |          | حسن فتحی       |                      |
| ۱۳۹۴ | شهرزاد ۱       |          | حسن فتحی       |                      |

### منشی صحنه
- سرزمین مادری (۱۳۸۹–۱۳۸۷) کمال تبریزی
- وقتی همه خوابیم (۱۳۸۶) بهرام بیضایی
- پاداش (۱۳۸۶) کمال تبریزی
- کنعان (۱۳۸۶) مانی حقیقی
- همیشه پای یک زن در میان است (۱۳۸۶) کمال تبریزی
- شهریار (۱۳۸۴) کمال تبریزی
- چند می‌گیری گریه کنی (۱۳۸۴) شاهد احمدلو
- یه آسمون ستاره (۱۳۸۳) مازیار میری
- نان و نمک (۱۳۸۳) رامبد جوان و مازیار میری
- به رنگ ارغوان (۱۳۸۳) ابراهیم حاتمی کیا
- مواجهه (۱۳۸۳) سعید ابراهیمی فر
- کافه ترانزیت (۱۳۸۳) کامبوزیا پرتوی
- مارمولک (۱۳۸۲)
- آبادان (۱۳۸۱)
- سکوت بین دو فکر (۱۳۸۱) بابک پیامی
- وقت چیدن گردوها (۱۳۸۱) ایرج امامی
- خانه‌ای روی آب (۱۳۸۰) بهمن فرمان آرا
- بوی بهشت (۱۳۸۰) حمیدرضا محسنی
- شام آخر (۱۳۸۰) فریدون جیرانی

### تئاتر
- جنایت و مکافات رضا ثروتی، تالار وحدت، (۱۳۹۸)
- ملاقات، پارسا پیروزفر، تالار اصلی تئاتر شهر، (۱۳۹۷)
- تن شوری، رضا ثروتی، تئاتر مستقل تهران، (۱۳۹۷)
- نامبرده، علی اصغر دشتی، (۱۳۹۷)
- هملت، آرش دادگر، تالار اصلی تئاتر شهر، (۱۳۹۶)
- نامه‌های عاشقانه از خاورمیانه، کیومرث مرادی، تئاتر مستقل تهران، مرداد و شهریور (۱۳۹۶)
- پرتقال‌های کال، تماشاخانه ایرانشهر، (۱۳۹۵)
- کالیگولا، همایون غنی‌زاده، تالار وحدت سالن هما، (۱۳۹۵)
- عجایب مخلوقات، رضا ثروتی (۱۳۹۵)
- خانه سربی، علی نرگس نژاد، تئاتر شهر (۱۳۹۲)
- ویتسک، رضا ثروتی، تالار حافظ، (۱۳۹۱)
- آمدیم نبودید رفتیم، محمد چرم‌شیر و رضا حداد (۱۳۹۱)
- نامه‌هایی به تب، سیامک احصایی (۱۳۹۰)
- شهر بدون آسمان، کیومرث مرادی (۱۳۸۹)
- مکاشفه در باب یک مهمانی خاموش، آتیلا پسیانی (۱۳۸۸)
- واقعیت اینه که خورشید دور ما می‌گرده، حسن برزگر و سیامک احصایی (۱۳۸۴)

## جوایز و نامزدی‌ها
- سیمرغ بلورین بهترین بازیگر نقش اول زن جشنواره بین‌المللی فیلم فجر برای فیلم نفس در سال ۱۳۹۵
- نامزد جایزه بهترین بازیگر زن درام بیست و سومین دوره جشن حافظ مرداب
- نامزد جایزه بهترین بازیگر نقش مکمل زن در جشنواره فجر بعد از رفتن
- تندیس بهترین بازیگر زن درام جشن نوزدهم دنیای تصویر برای بازی در بانوی عمارت در سال ۱۳۹۸
- نامزد جایزه بهترین بازیگر سینما در جشن حافظ برای فیلم درخونگاه
- نامزد بهترین بازیگر نقش مکمل زن در جشن منتقدان درخونگاه
- نامزد دریافت سیمرغ بلورین بهترین بازیگر نقش مکمل زن در سی و هفتمین دوره جشنواره فیلم فجر برای درخونگاه (فیلم) در سال ۱۳۹۷[۶]
- نامزد تندیس شایستگی بهترین بازیگر نقش مکمل زن بیستمین جشن سینمای ایران برای فیلم جشن دلتنگی در سال ۱۳۹۶
- تندیس بهترین بازیگر نقش مکمل زن نوزدهمین جشن خانه سینما برای فیلم لاک قرمز در سال ۱۳۹۶
- نامزد جایزه بهترین بازیگر نقش اول زن در جشن منتقدان نفس
- تندیس بهترین بازیگر نقش مکمل زن هفدهمین جشن خانه سینما برای فیلم گس در سال ۱۳۹۴
- نامزد دریافت سیمرغ بلورین بهترین بازیگر نقش مکمل زن در سی و سومین دوره جشنواره فیلم فجر برای فیلم من دیه گو مارادونا هستم در سال ۱۳۹۳
- نامزد دریافت تندیس بهترین بازیگر نقش مکمل زن جشن منتقدان و نویسندگان سینمای ایران برای فیلم من دیه گو مارادونا هستم در سال ۱۳۹۴
- دیپلم افتخار بهترین بازیگر برای بازی در فیلم خانوم در بخش نگاه نو (فیلم اول) سی و دومین دوره جشنواره فیلم فجر - ۱۳۹۲